# Palloptera pallens
Palloptera pallens är en tvåvingeart som beskrevs av Friedrich Hermann Loew 1873. Palloptera pallens ingår i släktet Palloptera och familjen prickflugor. Inga underarter finns listade i Catalogue of Life.